# Strzelectwo na Letnich Igrzyskach Olimpijskich 2004
Strzelectwo na XXVIII Letnich Igrzyskach Olimpijskich w Atenach było rozgrywane w hali Markopoulo Olympic Shooting Centre. Rozdanych zostało 17 kompletów medali.

## Mężczyźni

### Karabin małokalibrowy leżąc 50 m
| Lp. | Państwo           | Zawodnik          | Wynik |
| --- | ----------------- | ----------------- | ----- |
| 1   | Stany Zjednoczone | Matthew Emmons    | 703.3 |
| 2   | Niemcy            | Christian Lusch   | 702.2 |
| 3   | Białoruś          | Siarhiej Martynau | 701.6 |

### Karabin małokalibrowy trzy postawy 50 m
| Lp. | Państwo           | Zawodnik         | Wynik  |
| --- | ----------------- | ---------------- | ------ |
| 1   | Chiny             | Jia Zhanbo       | 1264.5 |
| 2   | Stany Zjednoczone | Michael Anti     | 1263.1 |
| 3   | Austria           | Christian Planer | 1262.8 |

### Karabin pneumatyczny 10 m
| Lp. | Państwo  | Zawodnik    | Wynik |
| --- | -------- | ----------- | ----- |
| 1   | Chiny    | Zhu Qinan   | 702.7 |
| 2   | Chiny    | Li Jie      | 701.3 |
| 3   | Słowacja | Jozef Gönci | 697.4 |

### Strzelanie do ruchomej tarczy 10 m
| Lp. | Państwo | Zawodnik          | Wynik |
| --- | ------- | ----------------- | ----- |
| 1   | Niemcy  | Manfred Kurzer    | 682.4 |
| 2   | Rosja   | Aleksander Blinow | 678.0 |
| 3   | Rosja   | Dimitrij Łykin    | 677.1 |

### Pistolet dowolny 50 m
| Lp. | Państwo          | Zawodnik           | Wynik |
| --- | ---------------- | ------------------ | ----- |
| 1   | Rosja            | Michaił Niestrujew | 663.3 |
| 2   | Korea Południowa | Jin Jong-oh        | 661.5 |
| 3   | Korea Północna   | Kim Jong-Su        | 657.7 |

### Pistolet szybkostrzelny 25 m
| Lp. | Państwo | Zawodnik             | Wynik |
| --- | ------- | -------------------- | ----- |
| 1   | Niemcy  | Ralf Schumann        | 694.9 |
| 2   | Rosja   | Siergiej Poliakow    | 692.7 |
| 3   | Rosja   | Siergiej Alifirienko | 692.3 |

### Pistolet pneumatyczny 10 m
| Lp. | Państwo | Zawodnik           | Wynik      |
| --- | ------- | ------------------ | ---------- |
| 1   | Chiny   | Yifu Wang          | 690.0 (OR) |
| 2   | Rosja   | Michaił Niestrujew | 689.8      |
| 3   | Rosja   | Władimir Isakow    | 684.3      |

### Rzutki – trap
| Lp. | Państwo   | Zawodnik          | Wynik |
| --- | --------- | ----------------- | ----- |
| 1   | Rosja     | Aleksiej Alipow   | 149   |
| 2   | Włochy    | Giovanni Pellielo | 146   |
| 3   | Australia | Adam Vella        | 145   |

### Rzutki – trap podwójny
| Lp. | Państwo                      | Zawodnik                   | Wynik |
| --- | ---------------------------- | -------------------------- | ----- |
| 1   | Zjednoczone Emiraty Arabskie | Ahmad Al Maktoum           | 189   |
| 2   | Indie                        | Rajyavardhan Singh Rathore | 179   |
| 3   | Chiny                        | Wang Zheng                 | 178   |

### Rzutki – skeet
| Lp. | Państwo   | Zawodnik              | Wynik |
| --- | --------- | --------------------- | ----- |
| 1   | Włochy    | Andrea Benelli        | 149   |
| 2   | Finlandia | Marko Kemppainen      | 149   |
| 3   | Kuba      | Juan Miguel Rodriguez | 147   |

## Kobiety

### Karabin małokalibrowy trzy postawy 50 m
| Lp. | Państwo | Zawodnik           | Wynik |
| --- | ------- | ------------------ | ----- |
| 1   | Rosja   | Lubow Gałkina      | 688.4 |
| 2   | Włochy  | Valentina Turisini | 685.9 |
| 3   | Chiny   | Wang Chengyi       | 685.4 |

Polki Renata Mauer-Różańska i Sylwia Bogacka zajęły ex aequo 17 miejsce i nie weszły do finału

### Karabin pneumatyczny 10 m
| Lp. | Państwo | Zawodnik         | Wynik |
| --- | ------- | ---------------- | ----- |
| 1   | Chiny   | Du Li            | 502,0 |
| 2   | Rosja   | Lubow Gałkina    | 501,5 |
| 3   | Czechy  | Kateřina Kůrková | 501,1 |

Renata Mauer-Różańska – mistrzyni olimpijska w tej konkurencji z Atlanty – zajęła w eliminacjach 9. miejsce i nie zakwalifikowała się do ścisłego finału.

### Pistolet sportowy 25 m
| Lp. | Państwo     | Zawodnik       | Wynik |
| --- | ----------- | -------------- | ----- |
| 1   | Bułgaria    | Maria Grozdewa | 688.2 |
| 2   | Czechy      | Lenka Hykova   | 687.3 |
| 3   | Azerbejdżan | Irada Aszumowa | 687.3 |

### Pistolet pneumatyczny 10 m
| Lp. | Państwo             | Zawodnik        | Wynik |
| --- | ------------------- | --------------- | ----- |
| 1   | Ukraina             | Olena Kostewycz | 483.3 |
| 2   | Serbia i Czarnogóra | Jasna Sekarić   | 483.3 |
| 3   | Bułgaria            | Maria Grozdewa  | 482.3 |

### Rzutki – trap
| Lp. | Państwo          | Zawodnik        | Wynik |
| --- | ---------------- | --------------- | ----- |
| 1   | Australia        | Suzanne Balogh  | 88    |
| 2   | Hiszpania        | Maria Quintanal | 84    |
| 3   | Korea Południowa | Lee Bo-Na       | 83    |

### Rzutki – trap podwójny
| Lp. | Państwo           | Zawodnik       | Wynik |
| --- | ----------------- | -------------- | ----- |
| 1   | Stany Zjednoczone | Kimberly Rhode | 146   |
| 2   | Korea Południowa  | Lee Bo-Na      | 145   |
| 3   | Chiny             | Gao E          | 142   |

### Rzutki – skeet
| Lp. | Państwo     | Zawodnik                | Wynik |
| --- | ----------- | ----------------------- | ----- |
| 1   | Węgry       | Diana Igaly             | 97    |
| 2   | Chiny       | Wei Ning                | 93    |
| 3   | Azerbejdżan | Zemfira Meftachetdinowa | 93    |